# Джон Алкок
Сър Джон Уилям Алкок (на английски: John Alcock, 5 ноември 1892 – 18 декември 1919 г.) е британски пилот от Кралските военновъздушни войски (предшественик на Кралските военновъздушни сили на Великобритания) по време на Първата световна война.
Носител на Ордена на Британската империя и Орден за изключителна служба. През 1919 г., заедно с Артър Уитън Браун, Алкок предприема първия непрекъснат полет над Атлантическия океан. Двамата прелитат от Нюфаундленд, Канада до Ирландия за 16 часа и 27 минути. Скоро след това Алкок загива при самолетна катастрофа.

## Биография
Джон Уилкок е роден на 5 ноември 1892 г. в Сеймур Гроув, Олд Трафорд, Стретфорд, Англия. Завършва начално училище в Хийтън Чапъл, Стокпорт.